# Meike Kröger
Meike Kröger (ur. 21 lipca 1986 w Berlinie) – niemiecka lekkoatletka, specjalizująca się w skoku wzwyż.

## Osiągnięcia
- 11. miejsce podczas mistrzostw świata (Berlin 2009)

## Rekordy życiowe
- skok wzwyż (stadion) - 1,93 (2009)
- skok wzwyż (hala) – 2,00 (2010)